# Aconchi
Aconchi é um município do estado de Sonora, no México.